# أداة قدرة
أداة قدرة (بالإنجليزية: Power tool)‏ هي الأداة التي يتم دفعها من مصدر طاقة وآلية أخرى من العمل اليدوي يتم استخدامها في الأدوات اليدوية. الأنواع الأكثر شيوعا التي تستخدم فيها أداة قدرة المحركات الكهربائية ومحركات الاحتراق الداخلي والهواء المضغوط . وتشمل مصادر أخرى للطاقة المحركات البخارية، و حرق المباشر للوقود، أو حتى مصادر الطاقة الطبيعية مثل الرياح أو الماء.

## قائمة من أدوات القدرة
- جلاخة زاوية
- منشار جنزيري
- جلاخة
- مثقب